# Список національних парків Північної Македонії
Система національних парків Македонії складається з 3 парків.

## Національні парки
|  | № | Українська назва           | Оригінальна назва        | Площа, км² | Рік одержання статусу |
|  | - | -------------------------- | ------------------------ | ---------- | --------------------- |
|  | 1 | Національний парк Галичиця | Национален парк Галичица | 227        | 1958                  |
|  | 2 | Національний парк Маврово  | Национален парк Маврово  | 780        | 1949                  |
|  | 3 | Національний парк Пелістер | Национален парк Пелистер | 171.15     | 1948                  |